# Vol Cougar Helicopters 91
Le 12 mars 2009, le vol Cougar Helicopters 91, un vol de cabotage assuré par un Sikorsky S-92 de la compagnie canadienne Cougar Helicopters (en) vers des plateformes et navires pétroliers, s'écrase en tentant un amerrissage forcé dans l'Atlantique Nord, à environ 55 km de la côte de l'île de Terre-Neuve, alors qu'il rentrait à sa base opérationnelle à la suite d'un problème de pression d'huile. 
Sur les 18 personnes présentes à bord, 17 sont décédées à la suite de l'accident, dont les deux pilotes. Seul un des passagers a réussi à s'extraire de l'hélicoptère et remonter à la surface.

## Appareil
Le Sikorsky S-92A impliqué dans l'accident, construit en 2006 (numéro de série 920048), est un hélicoptère bimoteur d'une capacité de 19 passagers, propulsé par deux turbomoteurs de type General Electric CT7. Il est immatriculé C-GZCH et opère pour Cougar Helicopters (en) depuis le 12 avril 2007. 
La boîte de transmission principale (BTP), qui est à l'origine du crash, relie les deux moteurs aux rotors principal et de queue, et entraîne également les pompes hydrauliques et deux générateurs électriques permettant de manœuvrer l'appareil et d'alimenter les instruments de bord.

## Déroulement de l'accident
Le vol 91 est un vol régulier d'une durée de 90 minutes et d'une distance de 315 km depuis l'aéroport international de Saint-Jean de Terre-Neuve, desservant généralement le SeaRose FPSO (en). L'appareil transportait des ouvriers vers le SeaRose FPSO et la plateforme Hibernia, située dans le gisement pétrolier Hibernia. Le vol est supervisé par le commandant de bord Matthew Davis (34 ans) et le copilote Tim Lanouette (47 ans).
Un appel de détresse a été émis après que l'équipage a signalé une perte de la pression d'huile dans la BTP à 9 h 40. Le vol 91 a tenté de retourner à l'aéroport, mais s'est écrasé en mer à 9 h 48. L'hélicoptère a été repéré, flottant partiellement à l'envers, par un avion de PAL Airlines 25 minutes plus tard. Il a ensuite coulé rapidement à une profondeur de 584 pieds (178 m). Seul une des dix-huit personnes à bord a survécu au crash, bien qu'une autre ait réussi à sortir de l'épave avant qu'elle ne coule.

## Recherche et sauvetage
Les conditions météorologiques au moment de l'accident ont été signalées comme « bonnes », avec l'eau à 0°C, des vagues de 2 à 3 mètres (7 à 10 pieds) et des vents à 37 km/h. La pratique normale sur ces vols consiste à porter des combinaisons de survie pour se protéger de l’hypothermie. Le temps de survie d'un homme adulte portant ce type de combinaison dans ces conditions est estimé à 24 heures, mais aucun signal n'a été reçu des balises GPS présentes dans les combinaisons.
Dix-huit personnes se trouvaient à bord de l'hélicoptère. Le seul survivant a été transporté par avion à l'hôpital de Saint-Jean de Terre-Neuve, dans un état critique mais stable, avec de multiples fractures et de l'eau salée dans les poumons. Une femme a été également retrouvée morte à la surface, ainsi que deux radeaux de sauvetage vides. Les avions et les navires de surface de la Garde côtière canadienne, les Forces armées canadiennes et de PAL Airlines ont continué à rechercher d'autres survivants dans la zone de l'accident.

## Enquête
L'enquête a été menée par le Bureau de la sécurité des transports du Canada (BST), qui a affecté une équipe initiale de douze enquêteurs, et par la Gendarmerie royale du Canada (GRC). En tant qu'État de fabrication de l'hélicoptère, les États-Unis, qui était représentés par huit enquêteurs du Conseil national de la sécurité des transports (NTSB), ont également participé à l'enquête, assistés par la Federal Aviation Administration (FAA) et par Sikorsky Aircraft Corporation.
Le 9 février 2011, le BST a publié son rapport final sur l'accident, dans lequel il a été établi que la cause principale de l'accident est un grave dysfonctionnement de la BTP de l'hélicoptère, provoquant une perte rapide de la pression d'huile dans la BTP, entrainant par la suite sa perte d'altitude, à un taux de descente de 1 000 pieds/minute (5,1 m/s), et l'impact final de l'appareil contre la surface de la mer, qu'il a percuté avec le ventre et la queue touchant l'eau en premier, avec une force d'accélération de 20 g.
L'enquête conclut également que le drame aurait été évité si la compagnie avait remplacé à temps trois goujons en titane, faisant partie du filtre à huile de la BTP, par trois goujons en acier, mais la compagnie ne l'a pas jugé nécessaire car, selon le fabricant de l'appareil, la probabilité d'un tel dysfonctionnement était extrêmement faible, estimée à environ un cas sur 10 millions d'heures de vol.
Sikorsky avait précédemment recommandé que les goujons en titane soit remplacés par des goujons en acier dans un délai d'un an ou 1 250 heures de vol à compter d'un bulletin de service émis le 28 janvier 2009, à la suite d'une perte totale d'huile et d'un atterrissage d'urgence effectué par un autre Sikorsky S-92, survenu en Australie en août 2008.
La procédure de panne du système d'huile de la BTP dans le manuel de vol (RFM) du S-92A était ambiguë et ne comprenait pas les symptômes clairement définis lors d'une perte massive d'huile dans la BTP ou d'une panne d'une seule pompe à huile de la BTP. Cette ambiguïté a contribué au diagnostic erroné de l'équipage, qui a estimé qu'une pompe à huile ou un capteur défectueux était à l'origine du problème.
De plus, les pilotes ont mal diagnostiqué l'urgence en raison d'une méconnaissance du système d'alimentation en huile de la BTP et d'une confiance excessive dans les attentes courantes selon lesquelles une perte d'huile entraînerait une augmentation de la température de l'huile. Cela a conduit les pilotes à se fier à tort à la température de l'huile de la BTP comme étant l'indication secondaire d'une panne imminente de la BTP.
Au moment où l'équipage du vol 91 a établi que la basse pression d'huile de la BTP, qui est alors inférieure à 5 psi, justifiait un « atterrissage immédiat », le commandant de bord avait déjà abandonné la procédure d'amerrissage forcé en l'absence d'autres indications convaincantes telles que des bruits ou des vibrations inhabituels.

## Médias
L'accident a fait l'objet d'un épisode dans la série télévisée Air Crash nommé « Amerrissage dans l'Atlantique » (saison 20 - épisode 7).